# Kopscheid
Kopscheid ist ein Ortsteil der Ortsgemeinde Lichtenborn im Eifelkreis Bitburg-Prüm in Rheinland-Pfalz.

## Geographische Lage
Kopscheid liegt rund 3 km östlich des Hauptortes Lichtenborn auf einer Hochebene. Der Ortsteil zählt zur Landschaft Islek im Westen der Eifel. Umgeben ist Kopscheid von umfangreichen landwirtschaftlichen Nutzflächen. Südlich des Ortes fließt der Mandelbach, östlich des Ortes die Prüm und im Norden der Steinbach.

## Geschichte
Die durchgeführten Rodungsarbeiten, um freie Flächen für den Hausbau zu schaffen, sprechen für eine späte Entstehung des Ortsteils. Das heutige Gemeindegebiet war lange Zeit ausschließlich von Wald und sumpfigem Gelände bestanden.
Bis Ende des 18. Jahrhunderts gehörte Kopscheid zur Herrschaft Neuerburg im Herzogtum Luxemburg. Am 1. Januar 1973 wurde die bis dahin selbständige Gemeinde Kopscheid, mit damals 95 Einwohnern, nach Lichtenborn eingemeindet.

## Wappen von Lichtenborn
Das Wappen der heute übergeordneten Gemeinde Lichtenborn wurde in Anlehnung an die drei Ortsteile der Gemeinde entworfen und stellt diese ebenfalls symbolisch dar.
| Wappen von Lichtenborn | Blasonierung: „In Silber eine rote Deichsel umgeben von drei schwarzen Schleifen.“ |
| Wappen von Lichtenborn | Wappenbegründung: Die Deichsel steht für die Straßengabelung im Dorfzentrum von Lichtenborn, an der die aus dem Prümtal kommende Bundesstraße 410 nach links in Richtung Luxemburg verschwenkt und von der nach rechts in Richtung Belgien die Landesstraße 9 wegführt. Die drei ehemaligen Gemeinden Lichtenborn, Kopscheid und Stalbach werden durch die drei Schleifen symbolisiert, die in Anlehnung an Ornamenten auf Lichtenborner Schaftkreuzen aus dem 18. Jahrhundert gestaltet sind. An das Wappen der Familie von Brandenburg und auch an das älteste Wappen der Grafen von Vianden sind die Farben Rot und Silber angelehnt. Den luxemburgischen Herren von Brandenburg gehörte das Patronat über die Lichtenborner Kirche und stammen von den Viandener Grafen ab. Letztere ließen vermutlich die erste Kirche in Lichtenborn bauen. |

## Kultur und Sehenswürdigkeiten

### Wegekreuze
Östlich von Kopscheid befindet sich ein Wegekreuz an der Straße nach Lichtenborn. Dieses stammt aus dem Jahre 1836 und folgt in den Grundzügen dem Aussehen eines Schieferkreuzes. Auf dem Sockel befinden sich die Jahreszahl und eine unklare Inschrift. Ein weiteres Wegekreuz befindet sich innerhalb der Ortslage. Hierbei handelt es sich um ein gut erhaltenes Schaftkreuz aus dem Jahre 1813. Es wurde von Johann Grienes errichtet.

### Steinbruch
Am sogenannten Engelberg, nordöstlich von Kopscheid, wurde einst ein Steinbruch betrieben. Noch heute sind die Reste dieses Abbaus gut in der Landschaft erkennbar. Die Region um Waxweiler ist für den Steinabbau bekannt.
Siehe auch: Liste der Kulturdenkmäler in Lichtenborn

## Wirtschaft und Infrastruktur

### Unternehmen
In Kopscheid werden ein Landhaus und ein Reiterhof betrieben.

### Verkehr
Es existiert eine regelmäßige Busverbindung.
Kopscheid liegt rund 3 km östlich der Bundesstraße 410, die durch Lichtenborn verläuft.